# Wild / Dr.
Wild / Dr. – trzydziesty trzeci singel Namie Amuro wydany przez wytwórnię avex trax. Od wydania poprzedniego singla - 60s 70s 80s minął rok, natomiast od wydania albumu - Best Fiction osiem miesięcy. Do singla ukażą się dwa teledyski, które zostaną wydane na DVD.

## Lista utworów
CD
| 1. | Wild                         |  |
|    |                              |  |
| 2. | Dr.                          |  |
|    |                              |  |
| 3. | Wild (wersja instrumentalna) |  |
|    |                              |  |
| 4. | Dr. (wersja instrumentalna)  |  |
|    |                              |  |
DVD
| 1. | Wild (Teledysk; Promotion Video) |  |
|    |                                  |  |
| 2. | Dr. (Teledysk; Promotion Video)  |  |
|    |                                  |  |

## Twórcy
- Namie Amuro - wokal, wokal wspierający
- Producenci:T. Kura, Michico
- Teksty piosenek: Michico

## Reklamy
- WILD - Coca-Cola "Coke Zero"
- DR. - Vidal Sassoon

## Oricon
| Diagram                                                    | Pozycja |
| ---------------------------------------------------------- | ------- |
| Dzienny diagram Oricon (w pierwszym dniu sprzedaży)        | #1      |
| Tygodniowy diagram Oricon (w pierwszym tygodniu sprzedaży) | #1      |
| Miesięczny diagram Oricon (w pierwszym miesiącu sprzedaży) | #11     |
| Roczny diagram Oricon                                      |         |

- Liczba sprzedanych kopii: 93 452
- Czas sprzedaży: 2 tygodnie